# Archytas sabroskyi
Archytas sabroskyi là một loài ruồi trong họ Tachinidae.